# Gibbovalva
Gibbovalva là một chi bướm đêm thuộc họ Gracillariidae.

## Các loài
- Gibbovalva civica (Meyrick, 1914)
- Gibbovalva kobusi Kumata & Kuroko, 1988
- Gibbovalva magnoliae Kumata & Kuroko, 1988
- Gibbovalva quadrifasciata (Stainton, 1862)
- Gibbovalva singularis Bai & Li, 2008
- Gibbovalva tricuneatella (Meyrick, 1880)
- Gibbovalva urbana (Meyrick, 1908)